# サイド (ガンダムシリーズ)
- 機動戦士ガンダム > 宇宙世紀の施設と地名 > サイド (ガンダムシリーズ)

サイドは、アニメ作品群『ガンダムシリーズ』の宇宙世紀を舞台にした作品で用いられる、地球と月に対する5つのラグランジュポイントを中心とした軌道に設置された架空の宙域名である。宇宙での一部の宙域名の接頭語で、後ろに番号を付ける事でスペース・コロニーの集合体を指している。

## 設定の経緯（スペース・コロニー）
第1作『機動戦士ガンダム』の初期の企画ではロボットは登場しない予定であったが、スポンサーの要請により方針を転換し、「モビルスーツ (MS)」が生み出された（詳細は「機動戦士ガンダム#企画の経緯」および「モビルスーツ#設定の経緯」を参照）。もともと同企画の舞台は宇宙であったが、遠くても月までを想定しており、宇宙ステーションなどが活躍の舞台になる予定であった。しかし、MSの身長が18メートルと設定され、その中には入らなくなりスタッフは頭を抱えた。何かいいものがないか探し回った結果、神田の三省堂書店あたりで朝日小学生新聞の編集部による宇宙関係の本の中からジェラルド・オニールが考案した円筒形のスペース・コロニー（オニール・シリンダー）を見つけた。直径数キロメートルのコロニーであればMSが入るため、同作品に取り入れることとなった。また、美術担当の中村光毅がすでに専門の洋書を所有していたため、すぐにコロニーのデザインが起こされた。

## 設定概要
初期設定では各サイドは建造順に番号が振られており、最も遠いL3点付近のルナツーを含めて6つのサイドが配置されていたが、現在では、ルナツーは7つ目のサイド7と共にL3点付近に配置され、その他のサイドも月とのラグランジュポイントに存在する設定となっている。アニメ『機動戦士ガンダム』とそれ以降の作品では一部のサイドの場所と番号が変更されているが、それは一年戦争後のコロニー再生計画の結果によるものとされている。
作品にもよるが、1つのサイドで1億〜20億人程度の人口を持つとされる。また劇場用アニメ『機動戦士ガンダムIII めぐりあい宇宙編』では、サイド3の総人口が1億5000万人と語られている。しかし、ラポート社の『機動戦士ガンダム 宇宙世紀vol.1 歴史編』などの設定資料では、1つのサイドで10億人、サイド3、5のみ20億人とする説が取られている。
漫画『機動戦士ガンダム THE ORIGIN』では、1つのサイドで1億2000万人前後の人口とされている。このためか本作では地球環境の悪化に歯止めが掛からず、地球上に大量の難民が発生しており、巨額の費用をかけてスペース・コロニーを建造するよりも、砂漠地帯やツンドラ地帯を開発し、人が住める環境を作る方が良いのではないのかという意見も一部に出ている。
初期設定では、スペース・コロニー1基を1バンチとし、1サイドは36〜40バンチ、合計13億人が居住するとしている。各サイドの愛称は初期設定からすでに使用されており、サイド7のみ「トア」から「ノア」に変更されている。
漫画『機動戦士ガンダム ギレン暗殺計画』では、サイド3の居住用コロニーが約40基、1基当りの収容人口を約1,000万人としているが、一年戦争時は出兵・疎開により人口は3分の1以下に減少した結果、戦争末期の12月の総人口は1億5000万人になっているとされている。その他のサイドについてはいくつのコロニーがあるのかは不明。
宇宙における生活拠点はサイドや月以外にも、独自の軌道を取るコロニーや宇宙要塞等が存在している。また、ラグランジュポイント付近にはしばしば戦乱で破壊されたコロニーの残骸などのスペースデブリが集積して暗礁宙域が形成され、反地球連邦勢力の拠点となることもあった。

### スペース・コロニー
宇宙世紀のスペース・コロニーのほとんどはシリンダー型で3枚の採光ミラーを持つ「開放型」だが、サイド3だけはミラーのない「密閉型」（開放型の採光ミラーの代わりに人工太陽灯を光源に用いるタイプ）が主流である。開放型コロニーの採光部は「河」と呼ばれる。
OVA『機動戦士ガンダム 第08MS小隊』の映像特典「宇宙世紀余話」では、開放型コロニーは全長42キロメートル、直径6.4キロメートル、最大収容人口3千万人としている。また、TVアニメ『機動戦士ガンダムΖΖ』第1話「プレリュードΖΖ」の冒頭のナレーションでは、最初に建造された大型コロニーでは4千万人近い人々が暮らし始めたとしている。
OVA『機動戦士ガンダム0083 STARDUST MEMORY』では、戦後のコロニー再建計画のコロニー移送シーンが描かれているが、シリンダー型コロニーを2基1組にして、互いに逆回転させることでトルクを相殺している。他作品ではそのような描写は見られないが、これは実在する「オニール・シリンダー」の設計と同様の構造である。
コロニー内の交通機関としては主にエレカ（電気自動車。宇宙世紀作品内では現実世界における一般的略称「EV」は用いられない）と地下鉄（ただし、コロニー外壁の外側に設けられた軌道に沿って走る懸垂式モノレールのような形態）が用いられる。
小説版、及びアニメ版『機動戦士ガンダムUC』ではコロニービルダーと呼ばれる、密閉型コロニーを建造する円盤型ないし缶型の巨大プラント「メガラニカ」が登場。建設途上のコロニーの一端に蓋をするように取り付いたコロニービルダーが、パネルを次々とレールで送り出して繋ぎ合わせていく多層構造のコロニー外壁の構築と、それを追って内装工事と住民入居が並行的に進められていく過程が描かれている。劇場用アニメ『機動戦士ガンダムF91』では直径数kmの隕石に直接コロニーを接合して、資源採掘と居住区建設を並行して進める「フロンティアI」が登場する。
なお、宇宙世紀において最も後年代を描いた映像作品『G-SAVIOUR』では、本編以前の地球連邦崩壊に伴って、スペース・セツルメントという呼称に改められているが、さらに未来の「リギルド・センチュリー（R.C.）」を描いた作品『ガンダム Gのレコンギスタ』では再びスペースコロニーの呼称が使われている。

### バンチと名称
各コロニーには、サイドごとに「バンチ」を単位とした番号が振られ、名称（愛称）が付けられている。しかし、バンチあるいは名称のいずれかしか判明していないコロニーも多い。
バンチは前述の通り初期設定からコロニーの「数」の単位として使用されている。小説版『機動戦士ガンダム』では「基」の振り仮名として使われているが、番号としては「第○番のコロニー」と表記されており、『ガンダムセンチュリー』や『モビルスーツバリエーション』でもこれを踏襲している。バンチが「番号」の単位として一般化したのは、続編のTVアニメ『機動戦士Ζガンダム』からである。
漫画『機動戦士ガンダム 宇宙のイシュタム』では、バンチはすなわち「番地」であるとし、1つのバンチに4基のコロニーが配置されるとしている。ただし4基のコロニーが近接して並ぶ光景は同作品以外には見られない。
漫画・OVA『機動戦士ガンダム THE ORIGIN』では、バンチ (Banchi) に数字ではなく、「首都バンチ」のように用途などをあらわす単語が付与されている。
なお、名称の頭に「アイランド」が付くコロニーがいくつか見られるが、固有の名称に含まれるものなのか、すべてのコロニーの名称に付く単語であるかは不明である。

## 各サイドの詳細における要覧

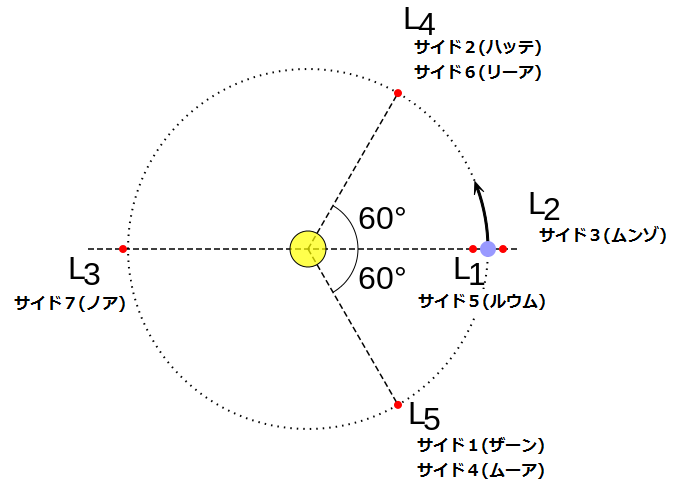
一年戦争時の配置

サイドは数字の小さい順に、コロニーはバンチの数字の小さい順に記載（『THE ORIGIN』のバンチはそのあとに五十音順で記載）。バンチの数字が不明な場合はそのあとにコロニーの名称を五十音順で記載する。
各コロニーの出典は映像作品に限らず漫画・小説などさまざまな作品によるため、すべての情報がサンライズの公式設定という訳ではない。

## サイド1（ザーン）
月と同じ軌道で月より後方のL5点付近にある。人類が最初にスペース・コロニーを建設し、宇宙移民が開始された宙域である。一年戦争の緒戦で大きな被害を受け、またジオン軍の宇宙要塞ソロモンが置かれている。テレビアニメ『機動戦士ガンダムΖΖ』の序盤の舞台となった。
漫画『機動戦士クロスボーン・ガンダム DUST』では、ザンスカール戦争後は住人のほとんどが生存していくのに精いっぱいで、政治に参加するほどの余裕がない。仮に選挙をしたところで票がまとまらず、だれが当選しても文句が出る状況なため、すべての権限を委任した「行政執行機関代行官」によって統治されている。
1バンチ / シャングリラ (Shangri La)
『機動戦士ガンダムΖΖ』に登場。史上初のシリンダー型スペース・コロニー。外殻には「1」という数字が大書されている。『ΖΖ』の主人公ジュドー・アーシタ達の出身地でもある。「シャングリラ」とは「楽園」を意味するが、その名とは裏腹に宇宙世紀0088時点ではジュドーの両親が出稼ぎしなくてはならないほど経済状態は悪化し、行政についても自転速度に遅れが生じたままであったり気象コントロールをほとんどせず何ヶ月も雨を降らせないなどサービスのレベルが低下している。ジャンク品を取り扱う中小企業やその下請けの個人のジャンク屋が多く存在し、コロニー内部はスクラップの山が列を成している。
『ΖΖ』の時代の0088年における市長はダマールであるが、漫画『機動戦士ガンダム U.C.0096 ラスト・サン』では0096年には当時の部下であったチマッターに代わっている。非合法のMSによる賭け試合「バトレイヴ」がおこなわれているが、黙認する見返りにその主催者から収益の一部を受け取り、コロニー活性化のための財源としている。
3バンチ / エデン (Eden)
小説版『機動戦士ガンダムUC』に名称とバンチのみ登場。主人公バナージ・リンクスが住んでいたコロニーで、宇宙移民の最初期に作られている。
7バンチ / ケルン (Koln / Cologne)
ゲーム『機動戦士ガンダムF91 フォーミュラー戦記0122』に登場。0122年に連邦軍とジオン残党部隊の戦闘が繰り広げられた場所。
13バンチ
OVA『機動戦士ガンダム 第08MS小隊』の映像特典「宇宙世紀余話」に登場。0079年1月3日8時2分、ジオン軍のC型ザクIIの核バズーカによる攻撃で破壊される。一年戦争で最初に犠牲となったコロニー。
15バンチ
『機動戦士ガンダムΖΖ』で、ルー・ルカがネオ・ジオン軍に捕縛された際に出身地として言及したコロニー。小説版も同様。
17バンチ
小説版『機動戦士ガンダム エコール・デュ・シエル 天空の少女』に登場。0085年に、チャンデル・タダールシが本コロニーの宇宙港からシャトルで地球に向かっている。
25バンチ
漫画版『ADVANCE OF Ζ ティターンズの旗のもとに』に登場。連邦軍の補給基地や演習場があり、ジオン軍残党のキルマイヤー隊がヘイズルの奪取を図るが失敗に終わる。
『機動戦士Ζガンダム』本編では語られていないが、ファ・ユイリィの出生地である。
30バンチ
『機動戦士Ζガンダム』に登場。0085年7月31日にティターンズがG3ガスを注入して全住民を虐殺、ティターンズの暴虐と恐怖を世に知らしめた30バンチ事件の舞台となったコロニー。事件後はティターンズによって封鎖されており、内部はミイラ化した住民の遺体が散乱している。
107バンチ / バーラト
漫画『機動戦士ガンダムF90 ファステストフォーミュラ』に登場。工業コロニーで、大気汚染が顕著となっている。0116年にエゥーゴのOBが市長とコロニー公社の汚職に反発してMSで暴動を起こすが、特殊部隊「ファステストフォーミュラ (FF)」によって鎮圧される。
ネオ・1バンチ
漫画『機動戦士クロスボーン・ガンダム DUST』に登場。0169年におけるサイド1の首都。密閉型コロニーだが、難民対策もあって建設中に地表が3重の多層コロニーに設計が変更されており、9千万人が居住可能とされる。各層の境界部や建造物は重量軽減も兼ねてエアマットの様な素材と構造になっている。構造的に上層域は重力が軽くなる。サイド1を統治する「行政執行機関代行官」が住んでいる。
宇宙世紀の滅亡を標榜し、滅び去るその時まで生き延びるための略奪を肯定した独裁者・首切り王率いる「讃美歌の国」の標的とされる。逃げるにしても立ち向かうにしても資源を浪費して限界に達する状態だったが、運び屋であるアッシュ・キングの発案によってコロニーごと地球に降下して生き延びるという「DUST計画」を実行。少なくない犠牲も出しながら住民のほとんどが生き延びて地球の土を踏み、新たな国家としての宣言を行う。
アイランド・イーズ (Island Ease)
OVA『機動戦士ガンダム0083 STARDUST MEMORY』に登場。「イーズ」は「安楽土」の意。0083年11月10日、コロニー再生計画によりサイド1からサイド3へ移送中のところをデラーズ・フリートのシーマ艦隊に制圧され、コロニー落としに使用される。
アイランド・ブレイド (Island Blade)
『機動戦士ガンダム0083 STARDUST MEMORY』に登場。「ブレイド」は「乙女の三つ編み」の意。「アイランド・イーズ」とともに移送中のところをシーマ艦隊に制圧される。ミラーを1枚失ったことによる重心の変化で「イーズ」と衝突、「イーズ」は月へ落ちる軌道に乗るが、本コロニーは宇宙の深淵に向かって宛もなくただよう。
アルカディア (Arkadia)
プラモデル『1/144 AMX-009 ドライセン』説明書が初出で、漫画『機動戦士ガンダムΖΖ外伝 ジオンの幻陽』でも言及されている。0088年にネオ・ジオン軍のラカン・ダカラン隊によって制圧される。
アルバニアン (Albanian)
『機動戦士Vガンダム』に登場。ザンスカール帝国の女王マリアが生まれた地。
エリュシオン (Elysion)
『ガンダムエース』2003年9-10月号掲載の松田未来の漫画「皇女陛下のレジェンドラ号」に登場。生花の生産で有名。0088年にネオ・ジオン軍のベルク・スレイ隊が無血平定を図るが、駐留する連邦軍の警備隊がクーデターを起こし交戦、鎮圧するも隊員や住民に犠牲者を出したため撤退する。市長のベン・ロストクもその際に警備隊に殺害されている。
エルドラド (El Dorado)
『ジ・アニメ』1986年9月号掲載の「第1回「ガンダムΖΖ」ここまで書いていいのかな？」が初出で、漫画『機動戦士ガンダムΖΖ外伝 ジオンの幻陽』でも言及されている。0088年にネオ・ジオン軍のキャラ・スーン隊によって制圧される。
スウィート・ウォーター (Sweet Water)
『機動戦士Ζガンダム』（小説版）、『機動戦士ガンダム 逆襲のシャア』に同名のコロニーが登場するが、それぞれ場所や形が異なる。
『逆襲のシャア』では宇宙戦争の難民を収容する目的で、密閉型と開放型を組み合わせ急造されたコロニー。ネオ・ジオンが宇宙難民の不満を背景に進駐し、総帥となったシャア・アズナブルが演説をおこない地球連邦に対し宣戦布告する。
小説版『機動戦士Ζガンダム』では宇宙図を見るとサイド7に存在し、トーラス型となっており人口は一万、その後主流となる巨大なシリンダー型コロニーを建設するための建設基地として建造された歴史的な遺物となりつつある代物とされている。また、ここでシャアはクワトロ・バジーナとしてブレックス・フォーラ、ヘンケン・ベッケナー、レコア・ロンドといったエゥーゴのメンバーと秘密裏にコンタクトをとっている。
セント・ガブリエル (St. Gabriel)
雑誌『B-CLUB』の連載記事「宇宙世紀小monoグラフ」に登場。宇宙世紀改暦前に技術者による試験移住がおこなわれ、エレカ（電気自動車）による100時間耐久レースも開催されている。
ブッホ (Buffo)
『機動戦士ガンダムF91』に登場。複合企業「ブッホ・コンツェルン」の密閉型私設コロニー。軍事関連産業のほか職業訓練校があり、私設兵団「クロスボーン・バンガード」の兵の養成が行われていた。
ブルッツホルツ (Bruzholt)
小説『機動戦士ガンダム 閃光のハサウェイ』に台詞でのみ登場。連邦軍のケネス・スレッグ大佐が武器調達のために何十枚もの書類にサインした場所。同作品ではコロニーであること以外不明だったが、書籍『データガンダム キャラクター列伝』でサイド1とされ（「ブルッツフルツ」と表記）、キルケー・ユニットが秘密裏にペーネロペーのテストをおこなったとしている。
ブリガドーン (Brigadoon)
漫画『機動戦士ガンダムΖΖ外伝 ジオンの幻陽』に登場。一年戦争以前からナノテクノロジー産業で名を馳せていた工業用コロニー。0088年にフェアトン・ラーフ・アルギスによって無血平定されてネオ・ジオンの占領下に置かれ、巨大太陽光発電システム「ラーフ・システム」建設の中心地となる。市長はコーナー・オコーナー。
ヘヴン (Heaven)
小説『機動戦士ガンダムUC 戦後の戦争』に登場。英文表記はコミカライズ版である『機動戦士ガンダムUC バンデシネ Episode:0』で確認できる。サイド1のなかでも古い部類に位置するコロニーとされる。
ヘルンガット (Herngut)
小説『機動戦士ガンダムF91 クロスボーン・バンガード』に台詞でのみ登場。レズリー・アノーがフロンティアIVに移住する前に勤務していたロックウェイ社がある。同作品ではサイドは不明であったが、『データガンダム キャラクター列伝』でサイド1とされた。
ムーンムーン
『機動戦士ガンダムΖΖ』が初出。サイド1付近の隕石群の中にある小さな球型コロニー。元はサイド1建設のために設立された開発基地で、サイド1建設終了と共に放棄される。しかし密かに残留を続ける者や不法移住者が集まって生活を続けており、外界との接触を断って狩猟採取レベルにまで退行した独自の生活様式を営む。そして、科学技術の精髄たるスペース・コロニーの中に居住しているのに「科学技術を捨てて自然と共存する」ことを理想とするやや矛盾した「光族の教え」が広められ、この教えを他コロニーに（力を持って）広めるか否かで争いが起きている。
漫画『機動戦士ムーンガンダム』では、「ムーン・ムーン」と中黒入りで表記され、もともとはサイド建設用に建造された島1号型コロニー「バナール1」とされる。建設が軌道に乗ったあとはそれ自体が建設資材として解体される予定であったが、民間のカミーグ・リゾート社に払い下げられる。同社は内部に神殿や中世風の建物を建築し（そのため石造りに見えて実際は強化プラスチック製である）丸ごと遊園地にする予定であったが、初期型コロニーのため放射線対策が不十分で、この問題などで恒久的使用には耐えられないとの政治的判断により、売却は取り消される。連邦政府との裁判が長期化する中、バナール1の強制徴用を回避するためカミーグ社は1000人ほどのヒッピーたちに入植権を二束三文で売り渡す。やがてヒッピーたちは複数のコミューンを統合し、彼らだけの理想郷を創り上げる。
『ムーンガンダム』の舞台である0091年には、放射線により住民の疾病率が高いにもかかわらず、「光族の教え」のために疾病にも民間療法レベルでしか対応出来ず、若い世代は通信機や電波の存在すら知らず、外界と連絡する場合は宇宙船で先方に直接出向かなければならないなど、さまざまな問題が発生している。
漫画『機動戦士クロスボーン・ガンダム DUST』では、ムーンムーンの住民たちは長年の自然回帰志向から、0153年のザンスカール戦争のどさくさに紛れて地球に土地を手に入れ帰還する。しかし、宇宙育ちが地球の自然環境で暮らすことは想像以上に過酷であり、結局コロニーと大差ない環境である海底都市「リュグージョ」に引きこもっている。0169年には、木星共和国のタカ派との取引で再び宇宙に上がろうとする支配者層と、地球に順応し残留を希望する「地表同盟」の間で諍いが起きている。
ルーシ (Lucy)
小説『機動戦士ガンダム 逆襲のシャア（ハイ・ストリーマー）』に台詞でのみ登場。アリョーナ・ペィジの出身地。『データガンダム キャラクター列伝』では、反地球連邦組織エグムの影響が強いとされる（「ルーシー」と表記）。
ロンデニオン (Londenion)
『機動戦士ガンダム 逆襲のシャア』に登場。連邦軍の外郭新興部隊ロンド・ベルの拠点が置かれたコロニー。0093年における地球連邦軍とネオ・ジオン軍の秘密会談の会場ともなった。しかし、このロンデニオンでさえ連邦軍の武威は基地の外には及んでいなかった。その名は、古代ローマ時代のロンドンの名称で「荒れた土地」を意味する。サイド1の中でも最古参の部類で、英国人を中心に移民が行われ、19世紀ロンドンを模した街並みを形成している。人口は約500万人。ニックス・オックスフォード大学が置かれている。
小説『機動戦士ガンダムF91　クロスボーン・バンガード』でも数回登場。ハウゼリー・ロナの結婚式が行われる、コスモ・クルス教の神殿建設の予定地に挙げられるなどしている。

## サイド2（ハッテ）
月と同じ軌道で月より前方のL4点付近にある。一年戦争の緒戦で壊滅するが、宇宙世紀0087年頃には50バンチ程に再建され、建造途中のコロニーもある。また、グリプス戦役中はサイド2全体が中立を表明している。
『機動戦士ガンダム 第08MS小隊』や『機動戦士ガンダム戦記 Lost War Chronicles』の登場キャラクターの出身地でもあり、登場したキャラには日系が多い。
『機動戦士Vガンダム』では、0149年にザンスカール帝国が建国されている。漫画『機動戦士クロスボーン・ガンダム LOVE & PIECE』では、0169年にはネオ・ザンスカールが存在している。
1バンチ
『機動戦士Ζガンダム』第29話に登場。市長はサイド2全体も代表しており、ティターンズが25バンチに毒ガス攻撃を仕掛けた際には降伏しようとする。毒ガス攻撃がエゥーゴによって阻止された後にアーガマが入港、艦長のブライト・ノアらが市長と面談している。
3バンチ
漫画『機動戦士ガンダム 宇宙のイシュタム』に台詞でのみ登場。コロニー公社のサビオの家があるが、一週間戦争でジオン軍に破壊される。
6バンチ / カラブリア (Calabria)
『機動戦士Vガンダム』に登場。サイド2の中では最も地球圏に近い独立コロニー。
バンチは書籍『マスターアーカイブ モビルスーツ ジム』による。同書によれば、独立前の宇宙世紀0086年にジオン残党が武装蜂起し、連邦軍サイド2駐留艦隊のMS隊が鎮圧に成功するが、その際にコロニー内の建造物に多大な損害を与えたことで非難を浴びている。
8バンチ / アイランド・イフィッシュ (Island Iffish / Island Yfish)
『機動戦士ガンダム』に登場。一年戦争緒戦のジオン公国軍によるブリティッシュ作戦で地球へ落とされる（作戦名は『ガンダムセンチュリー』、バンチ（「第8番コロニー」と表記）と名称は『戦略戦術大図鑑』が初出）。同作品の冒頭で地上の都市（『ガンダムセンチュリー』でシドニーとされた）に落着するのは、大気圏突入時に崩壊した本コロニーの前部である。当時の人口は約2000万人。また、『機動戦士ガンダム 第08MS小隊』の主人公シロー・アマダの出身地でもある。
『機動戦士ガンダム THE ORIGIN』では「首都バンチ」とされる。
10バンチ
『宇宙のイシュタム』に台詞でのみ登場。コロニー公社のヒロの実家があるが、一週間戦争でジオン軍に破壊される。
13バンチ / モルガルテン (Morgarten)
『機動戦士Ζガンダム』に登場。コロニー内にアルプスの風景が再現された観光コロニー。第39話ではティターンズの隠れハイザック部隊が展開されているほか、ハマーン・カーンがミネバ・ラオ・ザビを静養に連れて来ている。第42話では21バンチに続いてティターンズによる毒ガス攻撃の標的となるが、エゥーゴによって阻止される。
『ADVANCE OF Ζ 刻に抗いし者』では「モルガルデン」と表記される。一年戦争では人口が少ないためジオン公国軍の攻撃対象にならず、多くの避難民を収容、戦争後期には連邦・ジオン双方の休息場所や捕虜交換の場所としての地位を確立したとされる。コロニー再生計画が進んでからは、もとの観光コロニーとしての姿を取り戻している。宇宙世紀0087年8月、ティターンズとエゥーゴの捕虜交換がおこなわれる。
14バンチ
『戦略戦術大図鑑』に登場（「第14番コロニー」と表記）。一週間戦争でザクIIの核バズーカの攻撃を受けた際の写真が公表されている。
15バンチ
『機動戦士Ζガンダム』第42話に台詞でのみ登場。ティターンズが13バンチに毒ガス攻撃を仕掛けた際、迎撃のためエゥーゴの部隊が本コロニーの方面から進入している。
18バンチ
『機動戦士Ζガンダム』第40話に登場。宇宙世紀0087年12月7日にティターンズによるコロニーレーザーの試射標的とされ、直撃を受けミラーの1つが半壊、本体に直径200メートルの穴が開く。崩壊は免れるが、住民全員が死亡している。
漫画『機動戦士ガンダム クライマックスU.C. 紡がれし血統』によれば、住民300万人が全滅したとされる。また、コロニーレーザーの護衛の任に就いていたティターンズ所属（当時）のカムナ・タチバナ大尉の婚約者であるナギサ・フローリンも滞在していた。
なお、近藤和久による漫画版では4、7、8、16バンチがコロニーレーザーによって完全に消滅したとされる。
21バンチ
『機動戦士Ζガンダム』第41話に登場。宇宙世紀0087年12月14日にティターンズによるG3ガス攻撃を受け、住民全員が死亡している。
22バンチ
『機動戦士Ζガンダム』第29話に台詞でのみ登場。25バンチに設置されたガスボンベを狙撃できる位置にあったが、市長は「コロニーも破壊する」として却下している。
25バンチ
『機動戦士Ζガンダム』第29話に登場。宇宙世紀0087年8月21日にティターンズによりG3ガスのボンベを設置されるが、エゥーゴによって破壊される。
26バンチ
『機動戦士Ζガンダム』第29話に台詞でのみ登場。25バンチに設置されたガスボンベを狙撃できる位置にあったが、市長は却下している。
27バンチ
『機動戦士Ζガンダム』第42話に台詞でのみ登場。ティターンズが13バンチに毒ガス攻撃を仕掛ける際、本コロニーの方面から警告を無視してサイド2に侵入している。
33バンチ / ザンクト・ゴットハルト
漫画『機動戦士ガンダム アグレッサー』に登場。ジオン公国のダイクン派の支持財団であるバルバロッサ財団が購入し、地球の冬の自然地帯を再現したリゾート・コロニー。一年戦争のソロモン攻略戦直前、周辺にある財団所有の浮きドックで連邦軍第23独立艦隊が修理と補給を受ける。
35バンチ
『機動戦士Ζガンダム』第29話に登場。アレキサンドリアが隕石に偽装して近傍を通過するところを発見される。
39バンチ / レム
漫画『機動戦士クロスボーン・ガンダム LOVE & PIECE』に登場。ザンスカール戦争時、同盟関係にあったザンスカール帝国と木星が共同で開発した、戦後支配のための実験場とされる。0159年に「オリンポスの下僕」のリーダーから洗脳システムの調査および破壊の命を受けたペイル・ルージュが潜入するが、システムの実態はビッグデータによって住民に総合的なサービスを提供するものであった。しかし、それにより住民はみずから「判断」をしなくなり、ビッグデータの勧めるままに生きてしまっており、ペイルの判断でシステムは破壊される。当時の市長はピエトロ・ピエール。
85バンチ
『機動戦士Ζガンダム』第28話に台詞でのみ登場。漂流者を装いジュピトリスに潜入したレコア・ロンドが、パプテマス・シロッコに所属を訪ねられた際に答えている。
アメリア (Amelia / Ameria))
『機動戦士Vガンダム』に登場。宇宙世紀0149年にザンスカール帝国の本拠地が置かれる。地球圏からは最も遠い位置に存在する。
漫画『機動戦士ガンダムF90 ファステストフォーミュラ』では、0115年の様子が描かれる。反地球連邦軍デモがおこなわれており、ハウゼリー・ロナ議員が支持されている。また、ルナリアン（月面都市居住者）が冷遇されている。
オリンポス (Olympus)
漫画『機動戦士ガンダム ヴァルプルギス』に登場。アナハイム・エレクトロニクス (以下AE) 社所有のコロニーで、小惑星に接続されている。同作品の主人公マシロ・オークスが住んでおり、宇宙世紀0089年に近傍でネオ・ジオン軍残存艦隊とエゥーゴ艦隊との戦闘が勃発、流れ弾によって外壁に穴が空き、ネオ・ジオン軍からエゥーゴの艦を匿った警告として小惑星部分に攻撃を受ける。
バーデン
『機動戦士ガンダムUC』の外伝小説「戦後の戦争」に登場。特に観光施設などもない、「寂れた地方都市」のようなコロニー。シナンジュ・スタイン強奪事件で撃沈されたクラップ級巡洋艦「ウンカイ」の脱出ポッドが本コロニーで回収され、乗っていた生存者に情報局のロッシオ・メッチが尋問している。
ブルー3 (Blue 3 / Blue III))
『機動戦士Vガンダム』に登場。密閉型コロニー。エンジェル・ハイロゥ建設の前線基地となる。
ヘラス (Heras / Hellas))
『ガイア・ギア』に登場。メタトロンとマハの小規模戦闘が起きている。
サイド2初期のスペース・コロニーで、サイド2建設時代にはベース・キャンプとなっていた。
マケドニア (Macedonia)
『機動戦士Vガンダム』に登場。0153年時の政庁はマリア主義は認めるが、ザンスカール帝国の支配には屈しておらず、自衛戦力として旧式のヘビーガンを改修して運用している。
5月7日にリガ・ミリティアのリーンホースJr.の乗員を捕虜にし、畑仕事に従事させるが、地球育ちのウッソ・エヴィンは土を舐めて「まるで味がない」と土壌養分の不足を指摘している。13日にモトラッド艦隊所属MSの奇襲を受け、混乱に乗じて翌14日にリーンホースJr.は脱出する。

## サイド3（ムンゾ）
月を隔てた反対側で、地球からは最も遠いL2点付近にある。ジオン公国発祥の地となった。L2点付近にはジオン軍の宇宙要塞ア・バオア・クーも置かれていた。ジオン・ダイクンによってサイド3にジオン共和国が建国された後、サイドに存在する開放型コロニーを密閉型コロニーに改造し、工業生産能力と人口の収容能力等を他のサイドよりも増強させられている。また、ジオンの本国としてズム・シティが置かれ、一年戦争ではア・バオア・クー、ソロモン、グラナダを本国に対する防衛拠点とし、それらを結んだ線を防衛ラインとして成立させ、万全の防衛体制をとる。
一年戦争末期、ソロモンが地球連邦軍に攻略された後（8月や攻略戦前の説あり）には、第3バンチコロニー「マハル」をソーラ・レイへ改造するために住民を強制疎開させるなど、戦争の旗色が悪くなり一般住民に直接影響が及ぶ場面もアニメで描かれている。星一号作戦の目標が判明する頃には、駐留する部隊はア・バオア・クー防衛のために動員され艦隊がほとんど残らなかったが最終的にア・バオア・クーは陥落、防衛拠点のうち2つが攻め落とされた時点でジオン公国改めジオン共和国は連邦政府と終戦協定を結ぶ。
これによりジオン本国への直接攻撃は辛くも回避され、（他のサイドのほとんどをジオン公国が徹底的に破壊した事により）皮肉にも最も工業生産能力を温存していたサイドとして、終戦後はコロニー再建計画等に関わることとなる。ジオン共和国は宇宙世紀0100年に自治権を放棄して消滅した。
『機動戦士ガンダム シルエットフォーミュラ91』や漫画版『機動戦士ガンダムF90』に登場した暗礁宙域ゼブラゾーンは月の裏側にあるが、サイド3との関係は不明。
漫画『機動戦士クロスボーン・ガンダム DUST』では、0169年にはジオンの後継を名乗るザビ・ジオンやハイ・ジオンなど4つの勢力が覇権争いを繰り返している。
1バンチ / ズム・シティ (Zum city)
『機動戦士ガンダム』に登場。名称はジオン・ズム・ダイクンに由来する。
公王庁が設けられ謁見室やデギン・ソド・ザビの私室があり、裏手にギレン・ザビの官邸が配されている。そのため公国の施政の中心となり、サイド3の政府高官・高級軍人・名家が住んでいる。ガルマ・ザビの国葬もここで行われている。地球連邦軍の星一号作戦の最終目標となっていたが、終戦協定により戦火を免れる。漫画『機動戦士ガンダム ギレン暗殺計画』では、自治体に無人でも明かりを灯す「灯火管制」が要請され、何も気づかず平穏に暮らす住民が描かれている。
終戦後のジオン共和国、宇宙世紀0100年の自治権放棄後のサイド3でも「首都」とされている。『機動戦士ガンダム THE ORIGIN』では、開戦前から「首都バンチ」とされる。
漫画『機動戦士ガンダム デイアフタートゥモロー ―カイ・シデンのメモリーより―』では、宇宙世紀0105年に旧公国庁舎の向かい側に一年戦争記念館が建造されている。
漫画『機動戦士クロスボーン・ガンダム ゴースト』の宇宙世紀0153年では、主人公フォント・ボーの居住コロニーとして登場。このころには、宇宙戦国時代と呼ばれる戦乱の時代に取り残された片田舎のコロニーとなっており、かつての公王庁舎は「ズム特別戦争博物館」となっている。16年後の『機動戦士クロスボーン・ガンダム DUST』ではガルマ・ザビIII世を名乗る独裁者に支配されている。
2バンチ
『機動戦士ガンダム THE ANTHOLOGY VOL.1』掲載の介錯の漫画「ジオン少女物語」に台詞でのみ登場。コンスコン艦隊のパイロット、フィーアが育った施設がある。
3バンチ / マハル (Mahal)
テレビ版『機動戦士ガンダム』第40話に登場（「第3号密閉型コロニー」と呼ばれる）。一年戦争末期に軍により150万人の住民全員を強制疎開させ、決戦兵器ソーラ・レイに改造される。
『機動戦士ガンダム0083 STARDUST MEMORY』のCDドラマでは、シーマ・ガラハウの故郷であり、コロニー公社からの建設や補修の下請けをしていた男たちが半ば強制的に海兵上陸部隊へと集められている。住民の中にはジオン公国に対する戸籍登録さえ行っていない者も存在する貧困層が多いコロニーだとされている。
4バンチ
小説『U.C.ハードグラフ ジオン公国軍編』に登場。宇宙世紀0050年頃、中央ヨーロッパのレシャニス市から多くの企業や家族が移民したと言われる。ジオン公国軍第606技術試験隊のエルンスト・シュナイダー上等兵の故郷でもある（第109区）。
5バンチ / ボルドー (Bordeaux)
伊勢丹新宿店限定『機動戦士ガンダム ルウム会戦戦勝記念ワイン』の発売に際し設定された。純コロニー産ワインの極少数生産に成功し、一部官僚のみに愛飲されるが、キシリア・ザビの発案によりルウム会戦戦勝記念として功労者にも供出されている。
6バンチ
漫画『機動戦士ガンダム FAR EAST JAPAN』に台詞でのみ登場。ランディー・メネンデス、リンゼイ・シミズ、ウィルの出身コロニー。
9バンチ / 海 (Kai))
書籍『ガンダムセンチュリー』、および曽野由大の漫画『アッガイ博士』に登場。名称の読みは「うみ」とも「カイ」とも呼ばれる。
サイド3の中で最大の「海」をもつリゾート・コロニーだが、水陸両用MSのテストにも使用されている。また、官報誌「ジオン新報」によれば、宇宙世紀0079年10月1日に市民団体が中心となり戦没者慰霊祭が開催され、デギン公王も出席している。
11バンチ
漫画『機動戦士ガンダム C.D.A. 若き彗星の肖像』に登場。一年戦争終結後、極秘裏にアクシズへの連絡船を運航している。宇宙世紀0083年3月、潜伏していたジオン公国軍残党がデラーズ・フリートにMSを提供している。オクサーナ・ボギンスカヤの故郷でもある。0100年には、カノム精機が創業70周年を記念し、超大型望遠鏡「サード・アイ」を設置予定。
14バンチ
『MSV』に登場（「第十四コロニー」と表記）。工業区があり、エリオット・レムがそこで終戦を迎えている。
漫画『機動戦士ガンダム アグレッサー』ではジオン軍の訓練コロニーとされ、宇宙世紀0075年にグリフォン隊が森林地帯で狙撃訓練をおこなっている。連邦とジオンの親善射撃大会の会場にもなっており、一年戦争宣戦布告の数か月前におこなわれた大会では、チェイス・スカルガードとバズ・ガントが優勝を争っている。また、シカが生息している。
21バンチ / リゾンデ
漫画『機動戦士ガンダム ギレン暗殺計画』に登場。ジオニック社が所有する観光用を兼ねた海洋コロニー。一年戦争時にはジオニック社の兵器試験場として、水陸両用モビルスーツの開発が行われ、一般人の立ち入りは厳しく制限されている。
24バンチ / タイガーバウム (Tiger Baum / Tigarbaum)
『機動戦士ガンダムΖΖ』第40-41話に登場。旧世紀の香港や許都をモデルにした観光用コロニーで、外壁には巨大な竜が描かれている。一年戦争時から中立を宣言しているが、港口には機雷が散布されている。第一次ネオ・ジオン抗争時にはスタンパ・ハロイが治めているが、コロニー公社と共謀して税金を高くしているため、住民は低所得者が多い。
漫画『機動戦士ガンダム デイアフタートゥモロー -カイ・シデンのメモリーより-』では、宇宙世紀0100年代にはホンコンシティからルオ商会の手が入る事で環境面の向上を果たし、成功していることがウォン・リーによって語られている。
『ガンダムエース』2023年9月号掲載の漫画『Developers 機動戦士ガンダム Before One Year War』の後日譚「Project.ex 潜入！ホシオカの秘密」では、0082年にホシオカがあるコロニーを表示したモニターに "S-3 24BANCHI" と表記されているが、観光用コロニーではない。
26バンチ / アキレス (Achilles)
漫画『機動戦士ガンダム エコール・デュ・シエル』に登場。主人公アスナ・エルマリートの実家がある。一年戦争終結まではジオン国防大学が置かれ、大学内の研究施設ではスペースノイドの優秀性を証明するという名目で遺伝子交配実験がおこなわれるが、戦後は施設の一部を除いて広く開放され観光名所となっている。
29バンチ
『MSV』に登場（「第29コロニー」と表記）。工業区があり、グフ飛行試験型の開発がおこなわれる。
31バンチ / ブリュタール (Bleutar)
小説版『機動戦士Ζガンダム』第3巻に台詞でのみ登場。ワインの産地とされる。
漫画『機動戦士ガンダム C.D.A. 若き彗星の肖像』にも登場。地球連邦が一年戦争後、ジオン共和国に作った観光用コロニー。スペース・コロニーの中でも最大級の面積を誇るコノシア湖がある。
35バンチ / キンツェム (Kintzem)
『MS ERA 0001〜0080 ガンダム戦場写真集』に登場。公国化反対運動が起き、武力鎮圧される。漫画『GUNDAM LEGACY』掲載の「盟友」は、この鎮圧事件を描いている。
エキストラ・バンチ / ダーク・コロニー
『機動戦士ガンダム THE ORIGIN』に登場。秘密裏にジオン軍のモビルスーツの開発がおこなわれているほか、開戦直前には多数のアルカナ級貨客船をムサイ級軽巡洋艦に改造している。
ガーディアン・バンチ
『機動戦士ガンダム THE ORIGIN』に登場。ジオン国防軍の士官学校があり、演習エリアを挟んで連邦軍の駐屯地と隣接している。宇宙世紀0077年に、のちに「暁の蜂起」と呼ばれる、士官学校生徒らによる連邦軍一個連隊の武装解除事件が起こる。
ファーム・バンチ / アマテラス
漫画『機動戦士ガンダム0083 REBELLION』に登場。農耕コロニーで、0083年のコロニー落下事故による穀倉地帯の壊滅的損害の代償として、翌年にティターンズから譲渡を要求される。移送中にアナベル・ガトーを名乗る者が率いる「ネオ・デラーズ・フリート」によって奪取され、地球に落下されようとするが、当時の代表であるファル・ディ・アマトが核パルス・エンジンの自爆機能を作動させ、破壊される。
ウィルヘルムスハーフェン (Wilhelmshaven)
小説版『機動戦士ガンダム 第08MS小隊』に登場。地球の湖や森を再現したレジャー用コロニー。サハリン家の別荘があるが、爆破テロで破壊されている。
グウィネズ
漫画『機動戦士ガンダムF90 ファステストフォーミュラ』の関連企画「月刊モビルマシーン縮刷版」に登場。
本コロニーに駐留する連邦軍艦隊の撤退を求め、「グウィネズ義勇軍」という組織が宇宙世紀0098年からサイド3と月で大規模なテロを繰り返すが、0112年に突如活動停止の声明を発表する。同組織は「袖付き」と呼ばれたジオン残党組織の分派とされるが、リベラ・アマルガムをはじめとする所属メンバーの多くが素性を隠してAE社の別部署に配置されていることが裏付けられていることから、同社の破壊工作部隊だったのではないかと推測する者もいる。
コア3 (Core III))
『機動戦士ガンダムΖΖ』に登場。ハマーン・カーン曰く「ジオン発祥の地」。宇宙世紀0088年時点で人口約500万人。第一次ネオ・ジオン抗争時にサイド3を手に入れたネオ・ジオン軍が本拠地とし、抗争終盤に戦力増強を図り鉱山小惑星キケロを接続。しかしエゥーゴのネェル・アーガマが砲撃でドッキング・ベイを破壊、キケロは分離する。グレミー・トトの反乱時に小惑星モウサをぶつけられそうになるが、艦隊の集中砲火により軌道を反らし、農業用リングを破損するものの本体は無事である。しかし次のアクシズ本体は避けきれず、前部から中央にかけて大きくえぐられる。その後ハマーンのキュベレイとジュドー・アーシタのΖΖガンダムの一騎討ちの舞台となるが、その最中に軌道を変えられたモウサが戻り中央部に激突し、大きく折れ曲がる。
漫画『機動戦士ムーンガンダム』の回想シーンでは、ハマーン戦死直後の状況でも中央部に大きな穴が開いている以外は原型を留めている。アクシズで生まれ、一年戦争終結後に火星に落ち延びた子供たちの疎開先とされ、彼らを含む民間人の一部はエンドラ級巡洋艦「アタラント2」により救出されている。
サガルマータ
新條まゆの漫画『機動戦士ガンダム ジオン公国幼年学校』に登場。大半が軍事施設となっており、ジオン公国幼年学校もある。
ザハト
漫画『機動戦士ガンダム0083 REBELLION』に登場。軍事教練コロニーで、宇宙世紀0078年にシーマやゲール・ハント率いる海兵隊が開戦へ向けて軍港で出撃準備をおこなう。

## サイド4（ムーア）→新サイド6
L5点付近にある。一年戦争緒戦で壊滅的被害を受けた。コロニー再生計画により、名称がサイド6に改められている。
劇場アニメ『機動戦士ガンダムNT』では、宇宙世紀0097年時にヘリウム3備蓄基地があり、IIネオ・ジオングによって大規模な臨界爆発が生じかけるも、ユニコーンガンダム3号機 フェネクスらによって未然に防がれている。なお、ゾルタン・アッカネンがこの時点のサイド6を「戦時中から一貫して中立を標榜してきたサイド」と旧サイド6のように説明する台詞があるが、劇中での巡洋艦「ダマスカス」のモニターではL4点に "SIDE5"、L5点に "SIDE6" の表示が確認でき、新サイドとなっている。また、後年の資料でもコロニー「メーティス」での戦闘を含む一連の事件の舞台すべてが「新サイド6（旧サイド4）」であるとされている。
Anotehr U.C.（一種のパラレルワールド）作品である漫画・OVA『機動戦士ガンダム サンダーボルト』では、首長を務めるフレミング家と、経営する企業体「フレミング・インダストリー」によって運営・統治されている企業国家といえる形態とされる。一年戦争時はコロニーや艦船の残骸が密集して絶えず放電を起こしていることから、「サンダーボルト宙域」と呼ばれている。宇宙要塞ア・バオア・クーへの補給路として制宙権を握る公国軍のスナイパー部隊と、宙域奪還を目指す元ムーア居住者たちで編成された連邦軍のムーア同胞団による戦闘がおこなわれている。
6バンチ
漫画『機動戦士ガンダム MS IGLOO 603』に登場。一年戦争中に破壊され、その残骸に地球連邦軍が秘匿ビーム砲台を設置している。
18バンチ / メーティス (Metis)
劇場アニメ『機動戦士ガンダムNT』に登場。学園都市コロニー。宇宙世紀0097年における人口は約1,500万人と小規模。ナラティブガンダムとシナンジュ・スタインの交戦によりミラーが損壊し、市街地も多大な被害をこうむる。
後年の資料では、所在は不確かな部分があるともされている。
23バンチ
『機動戦士ガンダムΖΖ』第1話「プレリュードΖΖ」で、解説のクワトロ・バジーナが「モビルスーツ・クイズ」と称して表示されたMSの型式番号をテレメールでサイド6の本バンチに送るよう促すが、シンタは「こらこら、本気にするなよな」と言っている。
ペトリファイド・フォレスト (Petrified Forest)
漫画『機動戦士ガンダムF91 プリクエル』に登場。政庁には広葉樹のシルエットのマークが描かれている。0119年では同サイドに属する数十基のコロニーの中でも最古のバンチのひとつとされるが、バンチ数は不明。（一時的に）地球連邦軍に入隊したザビーネ・シャルらの初任地。修繕・修復されているものの、老朽化により高級住宅街以外の居住環境は劣悪となっている。水道修繕のための積立金が行方不明となり、増税でまかなおうとする行政に住民が猛反発、政庁前で大規模なデモが開催される。内乱を恐れた市長は行政の非を認め謝罪、水道工事は無事完了する。
マウリティア (Mauritia)
小説『機動戦士ガンダム ブレイジングシャドウ』に登場。ロディニアの約100キロメートル右側に位置する。一週間戦争でジオン軍の毒ガス攻撃を受け壊滅。
ロディニア (Rodinia)
小説『機動戦士ガンダム ブレイジングシャドウ』に登場。一週間戦争でジオン軍の毒ガス攻撃を受け、住民のほとんどが死亡。その後、生き残った住民らによる宇宙海賊「シュテンドウジ」の拠点となる。

## サイド5（ルウム）→新サイド4（フロンティア）
地球と月の間のL1点付近にある。一年戦争の緒戦でルウム戦役と呼ばれる大艦隊戦が行われ、ほとんどのコロニーが壊滅している。ミラー調節不能ながらも気密性を保った唯一のコロニー「テキサス」は、両軍とコロニー公社との協議により、非武装・非交戦地帯に指定される。この事からこの宙域は「テキサスゾーン」とも呼ばれる。
一年戦争後、旧サイド5付近の暗礁宙域にジオン残党軍であるデラーズ・フリートが自らの本拠地茨の園を築いている。
コロニー再生計画によって、名称がサイド4に改められている。その後長らく放置されるが、宇宙世紀0110年代から再建計画が実行される。この頃から「フロンティア・サイド」と呼ばれ、新技術のコロニーが建造されて開拓者の入植も激しい宙域となり『機動戦士ガンダムF91』の主要な舞台となった。
漫画『機動戦士クロスボーン・ガンダム LOVE & PIECE』では、0169年にはネオ・コスモバビロニアが存在している。国王はニル。
11バンチ / ワトホート (Wathole)
書籍『機動戦士ガンダム 戦略戦術大図鑑』に登場。ジオンが本コロニーを使って第2次ブリティッシュ作戦を画策したことから、ルウム戦役が発生する。
25バンチ / アリゾナ (Arizona)
『GUNDAM WARS PROJECT Ζ』掲載の高橋昌也の小説「THE FIRST STEP」に登場。内部は砂漠化しており、一年戦争後に連邦軍がジオン共和国から接収したMSがモスボール状態で保存されている。
27バンチ
『機動戦士Ζガンダム』第25話に登場。0087年8月24日、無人のまま放置されていたところをティターンズによって核パルス・エンジンが設置され、月面都市グラナダへのコロニー落とし作戦に使用される。しかし、エゥーゴの抵抗によりグラナダより180キロメートル離れた地点に落着する。
31バンチ
漫画『機動戦士ガンダム バンディエラ』に登場。暗礁宙域と化しているが、連邦軍が巨大スタジアムの跡地を物資一時保管施設として利用している。
首都バンチ / ミランダ (Miranda)
漫画・OVA『機動戦士ガンダム THE ORIGIN』に登場。劇中ではルウム戦役直前の連邦派とジオン派の住民の衝突や、セイラ・マスがミランダ中央病院に勤務している様子、ジオン派の住民が脱出する様子、ルウム戦役後も病院が機能している様子などが描かれている。
USJ-7
『機動戦士ガンダムF91』に登場。外壁に "USJ-7" と記されているが、0123年時点では廃コロニーになっている。
インゼル (Insel)
漫画『機動戦士ガンダムF90 ファステストフォーミュラ』に登場。建設中に放棄されたコロニーで、ビルダー部分を長い間宙賊「黄金の鷲」が占拠しており、0115年10月10日に特務部隊「ファステストフォーミュラ」によって排除がおこなわれる。
インダストリアル7
『機動戦士ガンダムUC』に登場。旧サイド5宙域に設置された密閉型工業用コロニーであるが、管理・運営はAE社が直接おこなっている独立したコロニーである。0096年時点では未完成で、コロニービルダー「メガラニカ」によって拡張・造成の最中である。これには暗礁宙域再開発計画、通称「フロンティア計画」としての側面もある。AE関連企業があるほか、新兵器開発の秘密工場が置かれており、ユニコーンガンダムが極秘裏に開発されている。
テキサス
『機動戦士ガンダム』に登場。テキサス州を模倣した観光コロニーであるが、一年戦争の長期化に伴い軍事的価値の判断から連邦・ジオン共に見捨てており、そのため太陽光を吸収するコロニーのミラーが働かずコロニー内部は荒廃している。
第37-38話で、ホワイトベースがソロモン戦の後にジオン残存艦の駆逐のためにこの地を訪れる。同時期にシャアのザンジバルも、ゲルググの受け取りとララァ・スンの最終調整のためにテキサスコロニーに入港している。マ・クベがギャンに搭乗し、コロニー内部にガンダムを誘い出し一騎討ちをおこなうも撃破され、その爆発でコロニー外壁に穴が開く。直後にガンダムはシャアのゲルググと交戦。また近傍の宙域での艦隊戦ではジオン軍のデラミン・バロム艦隊が全滅し、連邦側もワッケインが戦死している。また、アムロとララァ、シャアとセイラがそれぞれ再会するなど、多くのエピソードが散りばめられている。
劇場版『めぐりあい宇宙』では、テキサスのエピソードはソロモン戦以前に移され、内容もガンダムとゲルググの交戦と、シャア・セイラの再会に絞られている（マ・クベはここでは登場せず、ソロモンでゼナ・ミネバ母子を救出するのみ）。また、コロニー外壁は地雷原の大規模な誘爆により穴が開いている。
『機動戦士ガンダム THE ORIGIN』では、開戦以前のテキサスコロニーが登場する。景気悪化にともない建設が中断され廃棄されかけた所をシュウ・ヤシマ（ミライ・ヤシマの父）が購入、私費で完成させたという設定になっており、ジオン・ダイクンの遺児でマス家の養子になっていたキャスバル（シャア）・アルテイシア（セイラ）兄妹がここに移住、後にキャスバルが取って代わる本物のシャア・アズナブルとの出会いなどの重要なエピソードの舞台となっている。
ゲームブック『機動戦士ガンダム シャアの帰還』では、0090年にシャアがMS運送業者を装って入港する。この頃でもコロニーの修理はおこなわれておらず、そのままグリプス戦役や第一次ネオ・ジオン抗争の難民が大量に収容され、スラム化が進んでいる。
漫画『ダブルフェイク アンダー・ザ・ガンダム』では、0090年にモノトーンマウス社らによって再建がおこなわれるが、7月15日にテロ組織NSPの「カラード」隊の襲撃により外壁が欠損、修復作業も虚しく崩壊する。なお資料では「サイド6」とされる。
ニューマンハッタン (New Manhattan)
『G-SAVIOUR』に登場。内部にセントラル・パークを再現した公園が存在し、湖上に自由の女神のレプリカが置かれている。
フロンティアI
『機動戦士ガンダムF91』に登場。名称変更後に作られたコロニー。資源コロニーで、鉱物採集用の小惑星が接続されている。サナリィの研究機関があり、F91の最終調整が行われていた。クロスボーン・バンガードによる侵攻の際に、バグによる無差別殺戮がおこなわれる。
漫画『機動戦士ガンダム クライマックスU.C. 紡がれし血統』では、0116年に火星独立ジオン軍「オールズモビル」の襲撃を受け、当時フロンティア・サイド駐留艦隊副司令であったカムナ・タチバナ准将の妻エレンが死亡している。
フロンティアII
『機動戦士ガンダムF91』で台詞にのみ登場。クロスボーン・バンガードの侵攻により、フロンティア・サイドの連邦軍駐留艦艇が追い込まれる。
漫画『機動戦士ガンダムF91プリクエル』では、AE社の大規模なMS工場があるとされる。
フロンティアIII
『機動戦士ガンダムF91』で台詞にのみ登場。フロンティアIVの隣にあるコロニー。
フロンティアIV
『機動戦士ガンダムF91』に登場。主人公のシーブック・アノーの出身コロニー。クロスボーン・バンガードにより制圧され、コスモ・バビロニアの首都バビロンが置かれる。鹿や蛇が生息している。
漫画『機動戦士クロスボーン・ガンダムDUST』では、0169年の時点で地方領主のミリオ・ビリオンが治めており、先祖伝来の蓄積により非常に裕福なコロニーとなっている。

## サイド6（リーア）→新サイド5
L4点付近にある。一年戦争序盤に中立宣言を行ったサイドで、当時は独自の通貨も発行している。戦後のコロニー再生計画により、名称がサイド5に改められている。
宇宙世紀0079年1月17日に中立を宣言し、ジオン公国、地球連邦どちらの戦争行為にも加担しない事を両陣営に伝えている。それ以降、戦争には（表向き）巻き込まれていない。開戦前にジオン公国政府と密約が結ばれていたともいわれており、当初はジオン寄りの態度であるが、戦局の変化に伴い連邦寄りへと態度を変化させ、終盤には極秘に連邦軍の実験施設まで作られている。当時の首相はランク・キプロードン。
サイド6が中立を維持できたのは軍事力ではなく、政治力と工業力によるところが大きいとされる。陣営を問わず、各地の政財界や軍部など各界の首脳とその子供が多く住んでおり、ここを攻めることは自陣営の内部崩壊をもたらしかねない。また、もともと商工業が盛んであるため両陣営に武器の部品類などを輸出し、コロニー落としにより耕作地が減少した連邦に対しては農作物も輸出している。
『機動戦士Gundam GQuuuuuuX』では、一年戦争を勝利したジオン公国の占領期間を経て、宇宙世紀0085年現在は、完全な独立国となっている。ジオン公国の友好国でもある。ジオン公国との外交、地位協定やコロニー内の制空権を含む安全保障は、現実の日米関係をモデルにしており、日米地位協定や横田空域に類似した問題を抱えている。表向きはギレン寄りだが、キシリア・ザビにも非公式に接触するなど、ザビ家のお家騒動を見極め、有利な陣営に取り入ろうと画策している。一方事実上の政府軍の軍警察はジオンを仮想敵と見なしている。大統領はペルガミノ。ジオン公国との交渉を担当する政府高官は、大統領主席補佐官のカムラン・ブルームと会計監査局外交3部部長のタマキ・ユズリハ。
シャリア・ブルからは「金以外何も無い」と評され、シムス・アル・バハロフからも「治安維持が当てにならない」と評されるなど、国家としての実力は乏しい模様。
漫画『機動戦士クロスボーン・ガンダム DUST』では、宇宙世紀0169年に複数存在する主人公のホームグラウンドとなっている。
8バンチ / パルダ (Palda / Parda)
『機動戦士ガンダム』第33、34話に登場。同作品では名称は「パルダ・ベイ」と宇宙港の名として台詞に出てくるのみだが、小説版ではコロニー自体の名称としても使用されている。バンチ（「第八番のコロニー」と表記）も小説版による。
ホワイトベースが立ち寄ったコロニーで、アムロ・レイと父テム・レイとの再会、またアムロとララァ・スン、そしてシャア・アズナブルが初めて直接対面している。さらにミライ・ヤシマが婚約者のカムラン・ブルームと再会している。
小説版では、フラナガン機関がオフィス・ビルの一室にある。
『機動戦士Gundam GQuuuuuuX』に名称のみ登場。サイド6大統領官邸が置かれている。元地球連邦軍MSパイロット、シイコ・スガイとその家族が暮らしている。
17バンチ
『機動戦士Gundam GQuuuuuuX』に名称のみ登場。過去に「赤いガンダム」が関係する事件（17バンチ事件）が発生した事が語られているが、詳細は不明。
27バンチ
漫画『機動戦士クロスボーン・ガンダム DUST』に登場。作品冒頭にMS数機の盗賊団に襲撃されて気密が破壊されてしまうが、タガナス・タヤカの出資で再建工事が行われている。
28バンチ / ユピテル
漫画『機動戦士ガンダム エコール・デュ・シエル』に登場。マリー・アルベルティア率いる海賊たちに拾われたアスナ・エルマリートが、同じく海賊のメンバーのユーナとともに買い出しに訪れている。
リボー (Ribo)
OVA『機動戦士ガンダム0080 ポケットの中の戦争』に登場。作中の主な舞台であり、主人公アルフレッド・イズルハの暮らすコロニー。地球連邦軍が極秘に基地を設けてガンダムNT-1の実験場としており、その破壊を目的とするジオン特務部隊の「ルビコン作戦」によって死者246名、重軽傷者572名を出している。
小説・OVA・漫画『機動戦士ガンダム Twilight AXIS』では、第二次ネオ・ジオン抗争終結後にダントン・ハイレッグとアルレット・アルマージュがクリーニング屋を経営している。
フランチェスカ (Francheska / Franchesca)
OVA『機動戦士ガンダム0080 ポケットの中の戦争』及び『機動戦士Gundam GQuuuuuuX』に名称のみ登場。「リボー」の港の国内線発着の案内に表示されている（英文）。
宇宙世紀0048年の第2次観光コロニー開発計画によって立案され、0052年に完成。南国を模したリゾート・コロニーで、海洋エリアが70パーセントを占めており、マリン・スポーツや海洋生物の観察が楽しめるが、フランチェスカに向かう女性（酒をあおった後、別れた彼氏に電話している）いわく「フランチェスカなんて最低のコロニーじゃない」と言っている。
リボーとの正確な距離は不明であるが、ルビコン作戦に失敗したバーナード・ワイズマンが逃亡のためチケットを買った際には、520ハイトを請求されている（ウィスキーの水割り1杯は5ハイト3クール）。
『機動戦士ガンダムUC』では、タクヤ・イレイが毎年恒例の家族旅行で訪れる先として言及している。
ウクライナ (Ukraina)
OVA『機動戦士ガンダム0080 ポケットの中の戦争』に名称のみ登場。「リボー」の港の"Domestic Air Lines"（国内線）発着の案内に表示されている（英文）。
オンタリオ (Ontario)
『機動戦士ガンダム0080 ポケットの中の戦争』に名称のみ登場。同上。
カミイグサ (Kami-Igsa)
『機動戦士ガンダム0080 ポケットの中の戦争』及び『機動戦士Gundam GQuuuuuuX』に名称のみ登場。同上。名称はガンダムの制作会社サンライズの所在地、上井草に由来する。
アガルタ
小説『機動戦士ガンダム MSV-R ザ・トラブルメーカーズ』に登場。宇宙世紀0080年に元ジオン公国軍人で傭兵のディーン・ウェストが一年戦争による難民のために買い上げ、「サリードI」の隣に移送されるが代金が支払えず、肩代わりしたカルロ・サリードの管轄となる。連邦軍高官ドミニク・アレストの口利きにより、失職者の働き口として製薬会社の工場が建設されるが、同時期に本コロニーを中心に「アガルタ風邪」が流行する。悪事が明らかになったドミニクがルナタンクで無差別砲撃をおこないコロニーは崩壊（表向きは老朽化によるものとされる）、その際に近隣を航行していた連邦軍、ジオン共和国軍および民間の艦船により住民は全員救助されており、「アガルタの奇跡」と呼ばれる。
アガルタII
『MSV-R ザ・トラブルメーカーズ』に登場。宇宙世紀0081年に「アガルタ」の元住民が移住する。ディーン・ウェストが再び買い上げたコロニーだが、代金の半分はカルロ・サリードへの借金である。
サリードI
『MSV-R ザ・トラブルメーカーズ』に登場。サイド6の辺縁部に位置する。闇の商人カルロ・サリードのプライベート・コロニーだが、通常のコロニーと同様に一般居住区や商業地区がある。宇宙世紀0081年にザンジバルII級機動巡洋艦を旗艦とする元ジオン軍海兵隊の宇宙海賊の襲撃を受けるが、交渉により被害を免れる。
ニュー・マディラ (New Madera)
書籍『アナハイム・ジャーナル』に登場。宇宙世紀0084年7月に初のプチ・モビルスーツによる合法レースが開催されている。
ネオ・テキサス
漫画『機動戦士クロスボーン・ガンダム ゴースト』に登場。宇宙世紀0153年に、ザンスカール帝国軍に制圧された「ミート・オブ・トゥーン」を奪還するため、軍を派遣する。
ミート・オブ・トゥーン
『機動戦士クロスボーン・ガンダム ゴースト』に登場。資源採掘コロニーで、採掘衛星にコロニー・シリンダーを2つ接続した形状が「まんが肉」を彷彿とさせるのが名称の由来。宇宙世紀0153年に、ザンスカール帝国軍のキゾ中将率いる部隊に制圧されるが、木星共和国の特殊部隊や「ネオ・テキサス」の軍隊、レジスタンスらによって奪還される。同作品の主人公フォント・ポーの両親が住んでおり、彼自身も一時住んでいたことがある。
イズマ (Izuma)
『機動戦士Gundam GQuuuuuuX』に登場。作中の主な舞台であり、主人公アマテ・ユズリハの暮らすコロニー。日本語や中国語等、東アジアから東南アジア諸国の言語が使われている。軍警察総局と会計監査局が置かれている。
『ネノクニ』という、日本神話で死後の世界を意味する用語が、コロニー内の地名として登場する。また多くの戦災難民が居住する違法建築区域が存在し、行政当局は難民地区の無登録MSの数を把握できない等、事実上の無法地帯と化している。その為、軍警察（現実の警察に相当）は難民に対し強権的、高圧的な対応を取っている。
「クランバトル（クラバ）」という、MSを使った非合法な賞金バトルと、それに伴う民間ザクの再武装化や違法な戦闘コンピューター用インストーラーディバイス（ジオニック製のフルコピー品）等の密輸が社会問題になっている。
キシリア・ザビとペルガミノの極秘の会談がイズマで行われることを察知した地球連邦軍情報局は、「キシリア暗殺計画」を発動。「（有）アマラカマラ商会」の名義でクラバのトップクラン「トゥエルブ・オリンピアンズ」を買収し、コロニー内にサイコガンダムを投入する。当初の計画ではコロニー外で行われるクラバの開催でコロニー内の警備が手薄になる隙を突いてキシリアを抹殺する手筈だったが、開催直前に運営が「軍警の裏をかく」という名目で異例のコロニー内開催に変更したことで軍警ザクがコロニー内に集中してしまうアクシデントに見舞われるも、予定通り作戦を実行する。クラバの対戦相手「ポメラニアンズ」を排除した後、人口が密集する中心街でサイド6の軍警ザク特殊部隊を一方的に蹂躙し、ジオン軍のソドンとギャン、キケロガ相手に市街戦を展開する。
（タガナスのコロニー群）
漫画『機動戦士クロスボーン・ガンダム DUST』に登場する8基のコロニー群。「戦う穀物王」「鋼鉄の農夫」の異名を持つタガナス・タヤカの所有するコロニーだが、コロニー1基辺りの住人を5000人以下に抑えることで広大な農地を確保し食料を生産・販売することで莫大な利益をあげている。
タガナス自身は父親から受け継いだ財産を守ることを主眼に置いていたが、運び屋アッシュ・キングから2000人の女児を預かったことをきっかけに規模の拡大を図ることとなる。

## サイド7（ノア→グリーン・オアシス）
月と同じ軌道で、地球から見て月とは正反対のL3点付近にある。一年戦争勃発の2年前から建設が開始され、未完成ながら居住が始まっていたコロニー1基が『機動戦士ガンダム』の物語の発端となった。L3点付近には地球連邦軍の宇宙要塞ルナツーも置かれている。
一年戦争終了後に再建され、グリーン・オアシスと改称される。ティターンズの拠点が置かれ、『機動戦士Ζガンダム』においても物語の発端の場所となっている。しかし、その後の戦乱で既存のサイド再建に人手や資源を取られて新規のコロニー建造が出来ず、コロニー1基だけでは生活物資の自給自足もままならないため、ザンスカール戦争以降の時代にはルナツー近辺に移設されている。
漫画『機動戦士クロスボーン・ガンダム DUST』の時代では、元々の宙域には残骸と化したコロニーレーザーと、その一部に不法に居住する者たちがいるだけのようである。
1バンチ / グリーンノア1 (Green noa 1)
『機動戦士ガンダム』、『機動戦士Ζガンダム』、『機動戦士Gundam GQuuuuuuX』に登場。名称は『Ζ』で付けられた。
一年戦争当時、地球圏の宙域の大半は緒戦の一週間戦争でほぼジオンの制圧下におかれ、ルナツーの守備範囲内にある本コロニーのみが連邦軍の勢力下にあった。表向きは疎開地のような扱いをされているため、住民は老人や子供の比率が高い。
そのような環境を隠れ蓑とし、ここにV作戦により開発されるMSの性能試験等を行う施設が極秘に建造される。そして、宇宙世紀0079年9月18日に強襲揚陸艦「ホワイトベース」がMSの受領のため入港した際に、シャア・アズナブル少佐指揮下の偵察部隊との間で史上初のMS同士の戦闘が本コロニー内で展開される。その時に被ったダメージにより、生き残った住民はホワイトベースに避難し、本コロニーは放棄されることとなる。
『機動戦士ガンダム THE ORIGIN』では、サイド7の建設そのものがV作戦の隠れ蓑であった事が示されている。そのため工事は故意に遅延されており、そうした事情を知らされずに工事を受注したミライ・ヤシマの父シュウがいぶかる場面がある。
一年戦争終結後に再建され、カミーユ・ビダンやファ・ユイリィが住んでいる。本コロニーにおいてガンダムMk-IIの性能テストが行われていることを知ったクワトロ・バジーナらが潜入。交戦状態となり、混乱に乗じてカミーユがそのうち1機を強奪している。
漫画『機動戦士ガンダム カタナ』では、0084年には「グリーンノア」と呼ばれ、再建され人も住んでおり、連邦総会が開催されている。
漫画『機動戦士クロスボーン・ガンダム DUST』では、宇宙世紀0157年にコロニーレーザー修復を進めようとした地球連邦軍に対して反対派の暴動があり、修理を依頼・派遣されていた事業主アンクル・キングが死亡している。その後、首切り王ことエバンス・ジルベスターによってルナツー宙域に移設される。実は作中時点（宇宙世紀170年）で住民はすべてルナツーに移されており、皮肉にも首切り王によってコロニーレーザーに改造されていた。
『機動戦士Gundam GQuuuuuuX』では、宇宙世紀0079年9月18日に侵入した偵察部隊をシャアが直接指揮し、民間人や非戦闘員に被害が及ばないよう配慮した戦い方をした為、コロニーの被害はV作戦の関連施設と宇宙軍港の管制室の2カ所だけと必要最少限度に留まっており、上記のような壊滅的被害は免れている。
2バンチ / グリーンノア2 / グリプス (Gryps)
『機動戦士Ζガンダム』に登場。密閉型コロニーを2つ繋ぎ合わせた形状で、主にティターンズの軍事基地・工廠が建設されている。バスク・オムによって「グリプス」という別称を与えられており、グリプス戦役の呼び名はここに由来する。
グリプス戦役の後半で再び2基に分離させられ、一方（グリプス2）がコロニーレーザーに改造される。
漫画『機動戦士ガンダム カタナ』では、1バンチが宇宙世紀0084年の連邦総会の会場に決まったため、補修用のサブ・コロニーとして同様の密閉型コロニーが移送されているが、内部での連邦軍閥「シン・フェデラル」と連邦軍警察「BGST」との戦闘の末に真っ二つにされており、のちに修復されたのか、新たに建設されたかは不明。
サイドF (SIDE-F)
RX-93ff νガンダムの設定に登場。サイド7にあるとは明言されていないが、同じL3軌道に造られた商業コロニーのひとつであるとされる。

## サイド8（ガイア）
テレビ映画『G-SAVIOUR』にて、作品後半の舞台となったサイド。場所は新サイド4と同じL1点に位置する。ガイアとは「大地」の意味。ギリシア神話に登場する最古の大地の女神の名でもある。劇中の時代である宇宙世紀0223年においては、地球連邦は既に崩壊し、旧連邦派は地球寄りだったサイド2、3、5、7とまとまったセツルメント国家議会に、サイド1、4が月と共にセツルメント自由同盟を形成しているが、サイド8は当時建設中であったためにサイド6と共にどちらの勢力にも属さず中立を保っている状況にある。
ガイア (Gaia)
『G-SAVIOUR』に登場。サイド8に最初に建設されていた唯一のコロニーで、地球連邦崩壊後は中立のセツルメントとしての立場を貫いている。宇宙世紀0220年代には当時深刻化していた食糧問題対策のため、生物発光体の研究が行われていた。

## サイド以外のスペース・コロニー所在地

### ゼブラ・ゾーン
メディアミックス企画『機動戦士ガンダム シルエットフォーミュラ91』が初出（「ZEBRAゾーン」と表記）。月の裏側にある暗礁宙域。宇宙世紀0040年頃にコロニー群が建設されるが、0092年に放棄されている。
漫画『機動戦士ガンダム C.D.A. 若き彗星の肖像』では、一年戦争終結後も旧ジオン公国の残存拠点「アムブロシア」が存在している。『機動戦士Ζガンダム Define』では、アクシズの地球圏帰還時にも健在。
7バンチ
『シルエットフォーミュラ91』に登場。バンチは漫画版により、通常型のコロニーであるが、小説版では島1号型とされる。0123年にはスウィート・ウォーターに居住していたシャアの反乱時の元ネオ・ジオン兵とその家族が暮らしている。小説版では100名余りとされるが、漫画版では6年前にバズ・ガレムソン中佐率いる部隊による残党狩りに遭い、生き残った住民はわずかとなっている。漫画版では2月20日、ガレムソンによる謀略および内戦により外壁に複数の大きな穴が開き、住民はAE社の試験艦「ブレイウッド」に収容される。
オークリーフ
『F90FF』に登場する島1号型コロニー。0116年にオールズモビルを統率するテロ組織「レガシィ」がロナ家から援助を受ける。

## 所在不明のスペース・コロニー
ギムナシオン2
小説『機動戦士ガンダム ブレイジングシャドウ』に登場。特殊部隊「シャドウズ」の拠点で、全長32キロメートル、直径6キロメートルの開閉型コロニー。市街地エリア、森林エリア、砂漠エリアがある。
サファリ
書籍『ENTERTAINMENT BIBLE (EB) メカニック大図鑑』に登場。観光コロニー。
ステップ
『EBメカニック大図鑑』に登場。観光コロニー。
ツンドラ
『EBメカニック大図鑑』に登場。観光コロニー。
ノイトラール
ゲーム『機動戦士SDガンダム サイコサラマンダーの脅威』に登場。ステージ5の舞台となり、一旦宇宙に出てふたたび訪れた際には廃墟となっている。
ルオイー
漫画『機動戦士ガンダム エコール・デュ・シエル』に登場。軍需産業ラウ・カンパニーの生産拠点で、行政区分としては企業が所有する「浮きドック」に相当する。戦争で破損したコロニーを再生した居住区と、巨大な岩塊をくり抜いた工場区からなる。宇宙世紀0087年、アルパ・ラウにより工場区がパージされて居住区が損壊、直後のMAダーグウェの攻撃によりいずれも崩壊する。
ウーセン
『機動戦士Gundam GQuuuuuuX』に名称のみ登場。元ジオン公国軍MSパイロットで「黒い三連星」の1人であったマッシュが、一年戦争の名声を活かして市長選を勝ち抜き、同市の市長を務めている。